# ارمنی‌های روسیه
ارمنی‌های روسیه اقلیتی قومی هستند که در روسیه زندگی می‌کنند. آمار سال ۲۰۰۲ روسیه ۱٬۱۳۰٬۴۹۱ ارمنی را در این کشور گزارش می‌کند اما به احتمال قوی این آمار، ارمنی‌های کارگر مهمان و ارامنه‌ای که دارای تابعیت روسیه نیستند را در بر نمی‌گیرد. با آمارهای گوناگونی که در مورد ارمنی‌ها ارائه می‌گردد جمعیت آنها در روسیه بیش از ۲٬۹۰۰٬۰۰۰ نفر برآورد می‌شود.
به این ترتیب روسیه با دارا بودن بیشترین تعداد ارمنی‌ها در خارج از مرزهای کنونی ارمنستان، بزرگ‌ترین خانه دیاسپورای ارمنی جهان است.
مناطق گوناگون ارمنی‌نشین روسیه شامل مسکو، سنت پترزبورگ، سرزمین کراسنودار در قفقاز شمالی و همچنین ناحیه دوری چون ولادی‌وستوک در شرق روسیه است.

## تاریخ
ارمنی‌ها در روسیه از اواخر قرون وسطی هنگامی که صنعت‌گران، تجار و بازرگانان ارمنی از شمال به شبه‌جزیره کریمه و قفقاز شمالی جهت برقراری روابط و مبادلات تجاری آمدند حضور داشته‌اند.

## مذهب
اکثر ارمنی‌های روسیه پیرو کلیسای حواری ارمنی و وابسته به حوزه اسقف‌نشین اچمیادزین هستند.

## توزیع جمعیتی

### قفقاز شمالی
بر طبق آمار ۲۰۰۲ روسیه ۶۱۵٬۱۲۳ ارمنی در منطقه فدرال جنوبی روسیه یا قفقاز شمالی زندگی می‌کنند. اکثر ارمنی‌های قفقاز شمالی در کراسنودار کرای، سرزمین استاوروپول و روستوف زندگی می‌کنند.

### کراسنودار کرای
دیاسپورای ساکن در کراسنودار کرای، یکی از بزرگ‌ترین جوامع از دیاسپوراهای ارمنی است در این منطقه بر طبق آمار ۲۰۰۲ روسیه ۲۷۴٬۵۷۶ ارمنی ساکنند که ۲۱۱٬۳۹۷ نفرشان به زبان ارمنی به عنوان زبان بومی و ملی خود صحبت می‌کنند و ۶٬۹۴۸ نفرشان دارای تابعیت ارمنی می‌باشند.

### سنت پترزبورگ
نخستین ارمنی‌ها در سال ۱۷۰۸ به سنت پترزبورگ آمدند و قبلاً در سال ۱۷۰۸ موسسات ارمنی در این شهر وجود داشت در سال ۱۷۳۰ تحت رهبری کشیش روحانی ایوان شریستانووا اولین کلیسای حواری ارمنی سازمان‌دهی شد از اواسط قرن بیستم جمعیت ارمنی سنت پترزبورگ به‌طور مداوم افزایش یافته‌است.
بر طبق آمار سال ۱۹۸۹ اتحاد شوروی ۴۷٪ از ارمنی‌ها به زبان ارمنی به عنوان زبان ملی خود صحبت کرده و ۵۲٪ از آنها به روسی به عنوان زبان ملی خود تکلم می‌نمودند و در آن زمان تقریباً همه آنها زبان روسی را سلیس و روان حرف می‌زدند. حدود نصف ارمنی‌های سنت پترزبورگ دارای تحصیلات عالیه و متعاقباً موقعیت‌های اجتماعی بالاتر هستند.

### ارمنی‌های همشین و چرکسی
چرکسی‌ها قومی از تبار ارمنی می‌باشند که در کراسنودار و جمهوری خودمختار آدیغه در روسیه ساکن بوده و به زبان آدیغی تکلم می‌کنند و از سایر ارمنی‌های ساکن در آن منطقه جدا زندگی می‌کنند آنها عمدتاً در دو شهر آرماویر و مایکوپ ساکنند.
آرماویر (با شهر آرماویر یا هوکتمبریان سابق در ارمنستان اشتباه نگردد) شهری در کراسنودار روسیه واقع در کرانه غربی رود کولان می‌باشد. در برآورد سال ۲۰۰۲ جمعیت آن ۲۰۸٬۰۰۰ نفر بوده‌است. این شهر بعد از شهر کراسنودر بزرگ‌ترین مرکز صنعتی منطقه کراسنودار کرای می‌باشد اسکان این شهر از ۱۸۳۹ به‌وسیلهٔ ارمنی‌های چرکسی معروف به آرمنسکی آئول صورت گرفته‌است در ۱۸۴۸ نام این منطقه به افتخار پایتخت باستانی ارمنستان، تغییر یافت و در ۱۸ ژوئن ۱۹۱۴ تبدیل به شهرستان شد.
ارمنی‌ها (عمدتاً مسیحیان همشین) نیز در این منطقه حداقل از قرن هجدهم زندگی کرده‌اند.
تعداد کلی ارمنی‌ها (اعم از چرکسی و حمشین) حدود ۲۷۵٬۰۰۰ نفر است این رقم، ارمنی‌ها را بزرگ‌ترین اقلیت قومی در منطقه کراسنودار کرای که کل جمعیت آن ۵٬۱۲۵٬۰۰۰ نفر است می‌سازد.

## ارمنی‌های مشهور روسیه

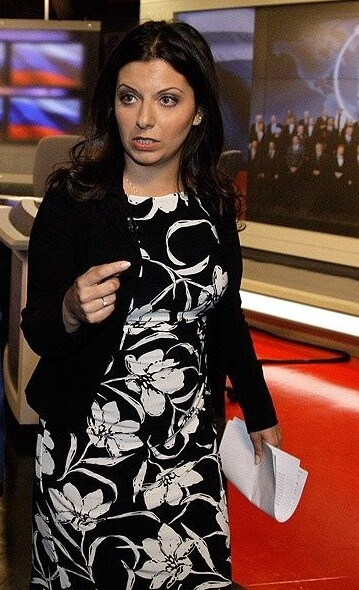
سردبیر آر تی و اسپوتنیک مارگاریتا سیمونیان

### هنر و سرگرمی

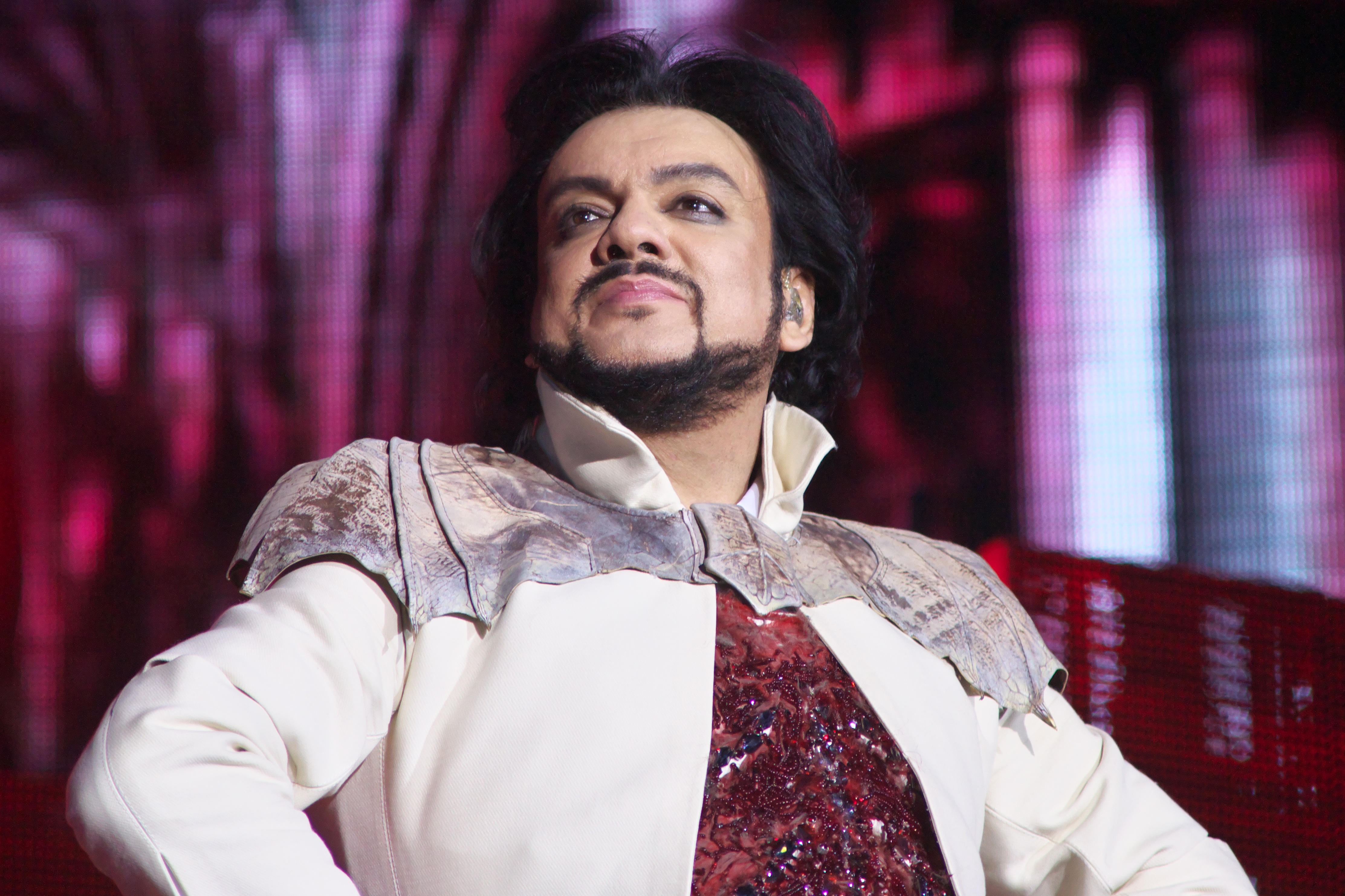
سلطان موسیقی پاپ روسیه فیلیپ کیرکوروف

- ایوان آیوازوفسکی (۱۸۱۷–۱۹۰۰)، نقاش، یکی از بزرگ‌ترین استادان هنر دریایی
- ایرینا آلگرووا (متولد ۱۹۵۲)، خواننده پاپ
- آرتسویک (متولد ۱۹۸۴)، خواننده پاپ
- لئو آتامانوف (۱۹۰۵–۱۹۸۱)، کارگردان استودیوی انیمیشن‌سازی سایوزمولتفیلم
- آرنو باباجانیان (۱۹۲۱–۱۹۸۳)، آهنگساز و نوازنده پیانو
- آرمن ژیگارخانیان (۱۹۳۵–۲۰۲۰)، بازیگری، که در فیلم‌ها بیش از هر بازیگر روسی ظاهر شده‌است
- کارینا اون (متولد ۱۹۹۷)، خواننده و ترانه‌سرا
- سرجیو گالویان (متولد ۱۹۸۱)، تهیه‌کننده موسیقی
- میکائیل گالوستیان (متولد ۱۹۷۹)، کمدین و شومن
- آرمن گریگوریان (متولد ۱۹۶۰)، خواننده ترانه‌سرا
- لورا هایراپتیان (متولد ۱۹۹۷)، خواننده و ترانه‌سرا
- آرتور جانیبکیان (متولد ۱۹۷۶)، بنیان‌گذار باشگاه کمدی
- کارن کاوالریان (متولد ۱۹۶۱)
- ادموند کئوسیان (۱۹۳۶–۱۹۹۴)، کارگردان فیلم
- آرام خاچاتوریان (۱۹۰۳–۱۹۷۸)
- دمیتری خاراتیان (متولد ۱۹۶۰)، بازیگر
- فیلیپ کیرکوروف (متولد ۱۹۶۷)، خواننده، سلطان موسیقی پاپ روسی